# Anne Rimer
Anne Rimer, död 1653, var en norsk kvinna som avrättades för häxeri i Fredrikstad.
Hon var dotter till skarprättaren i Fredrikstad, Halvor Rimer (d. 1623). Hon och hennes syster Marthe blev syndabockar för stadsbranden i Fredrikstad 1653, som de anklagades för att ha orsakat med hjälp av trolldom. Marthe förvisades från länet, men Anne avrättades genom att brännas på bål. 